# Porter-Schelfeis
Koordinaten: 67° 0′ S, 49° 20′ O
Das Porter-Schelfeis ist ein etwa 100 km² großes Schelfeis vor der Küste des ostantarktischen Enderbylands. Es liegt auf der Ostseite der Sakellari-Halbinsel und grenzt an die Amundsen Bay.
Das Antarctic Names Committee of Australia benannte es 1983 nach Flugzeugen des Typs Pilatus Turbo-Porter, die in diesem Gebiet im Einsatz waren.